# El Porvenir (Francisco Morazán)
El Porvenir est une municipalité du Honduras, située dans le département de Francisco Morazán. Elle est fondée en 1964. La municipalité d'El Porvenir comprend 8 villages et 66 hameaux.

## Source de la traduction
- (en) Cet article est partiellement ou en totalité issu de l’article de Wikipédia en anglais intitulé « El Porvenir, Francisco Morazán » (voir la liste des auteurs).